# 올가 본다렌코
올가 페트로브나 본다렌코(러시아어: О́льга Петро́вна Бондаре́нко, 1960년 6월 2일 ~ )는 주로 10000m 경주에 참가한 러시아의 육상 선수였다.
슬라브고로드에서 태어난 본다렌코는 볼고그라드 국군 스포츠 사회에서 훈련하여 국제적으로 소련을 대표하였다.
1988년 서울 올림픽에서 소련을 위하여 나가 첫 올림픽 여성 10000m 종목에서 31분 05.21초의 올림픽 신기록을 세워 금메달을 획득하였다.

## 같이 보기
- 올림픽 육상 여자 메달리스트 목록